# Петровка (Калининский сельсовет)
Петровка (баш. Петровка) — деревня в Бижбулякском районе Башкортостана, относится к Калининскому сельсовету. Проживают чуваши.
С 2005 — современный статус.

## История
Статус деревня, сельского населённого пункта, посёлок получил согласно Закону Республики Башкортостан от 20 июля 2005 года N 211-з «О внесении изменений в административно-территориальное устройство Республики Башкортостан в связи с образованием, объединением, упразднением и изменением статуса населенных пунктов, переносом административных центров», ст.1:

6. Изменить статус следующих населенных пунктов, установив тип поселения — деревня:

5) в Бижбулякском районе:…

щ) поселка Петровка Калининского сельсовета

## Население
| 2002 | 2009 | 2010 | 2016 |
| ---- | ---- | ---- | ---- |
| 107  | ↗113 | ↘92  | ↗94  |

## Улицы
В деревне одна улица: Центральная.